# Maison de la science
 (décembre 2020).
Si vous disposez d'ouvrages ou d'articles de référence ou si vous connaissez des sites web de qualité traitant du thème abordé ici, merci de compléter l'article en donnant les références utiles à sa vérifiabilité et en les liant à la section « Notes et références ».
La Maison de la science est un musée de l'université de Liège, établi à Liège, Belgique, proposant une série de démonstrations, de vitrines automatisées dont le but est de faire découvrir les sciences en s'amusant. Elle met en évidence concrètement les applications des découvertes faites en biologie, en chimie et en physique.

## Description
Elle présente notamment des expériences sur l'électricité (cage de Faraday), l'azote liquide, la musique, la mécanique ou encore l'optique.
Un salon de la « Belle Époque » présente d'anciens appareils correspondants aux techniques de pointe en 1900 afin de montrer les prodigieux progrès de la science.
La maison de la science fait partie du Pôle muséal & culturel de l'Université de Liège.

## Bâtiment
La maison de la science de Liège occupe une partie de l'aile droite d'un des instituts Trasenster, l'institut de zoologie. Il est contigu à l'Aquarium-Museum universitaire. Construit en 1885, le bâtiment est l'œuvre de l'architecte liégeois Lambert Noppius.